# Joseph Karl af Pfalz-Sulzbach
Pfalzgreve Joseph Karl af Pfalz-Sulzbach (tysk: Joseph Karl Emanuel August von Pfalz-Sulzbach) (født 2. november 1694 i Sulzbach – død 18. juli 1729 i Oggersheim ved Ludwigshafen am Rhein) var pfalzgreve og arveprins til Pfalz-Sulzbach. Han tilhørte Huset Wittelsbach.

## Forfædre
Joseph Karl var søn af Theodor Eustach, pfalzgreve af Pfalz-Sulzbach, sønnesøn af Christian August, pfalzgreve af Pfalz-Sulzbach og oldesøn af August, pfalzgreve af Pfalz-Sulzbach.

## Efterkommere
Joseph Karl var gift med pfalzgrevinde Elisabeth Auguste Sofie af Pfalz-Neuburg (1693–1728). Hun var datter af kurfyrste Karl 3. Philipp af Pfalz (1661–1722).
De blev forældre til bl.a. Elisabeth Auguste af Pfalz-Sulzbach (gift med Karl Theodor, kurfyrste af Pfalz og Bayern), Maria Anna af Pfalz-Sulzbach (gift med arveprins Clemens Franz de Paula af Bayern), Maria Franziska af Pfalz-Sulzbach (gift med Frederik Michael af Zweibrücken-Birkenfeld, de blev forældre til Maximilian 1. Joseph af Bayern).